# Tribalus fastigiatus
Tribalus fastigiatus är en skalbaggsart som beskrevs av Sylvain Auguste de Marseul 1881. Tribalus fastigiatus ingår i släktet Tribalus och familjen stumpbaggar.

## Underarter
Arten delas in i följande underarter:
- T. f. fastigiatus
- T. f. lucidus